# Hermes Volley Oostende in het seizoen 2022-23
Dit artikel beschrijft de Belgische volleybalploeg Hermes Volley Oostende in het seizoen 2022-2023 in de Liga Dames.

## Team 2022-23

### Staf
| Functie                | Naam               |
| ---------------------- | ------------------ |
| Trainer / coach        | Koen Devos         |
| Assistant coach        | Bruno Remaut       |
| Scout                  | Lieven Louagie     |
| Dokter                 | Maarten Ghillebert |
| Kiné                   | Lise Desauter      |
| Ploegverantwoordelijke | Kaat Proot         |
| Voorzitter             | Philippe Develter  |
| Secretaris             | Mireille Rahoens   |

### Spelers
| #  | Nat.   | Naam                   | Positie                  |
| -- | ------ | ---------------------- | ------------------------ |
| 1  | België | Sien Devos             | midden                   |
| 2  | België | Paulien Neyt           | receptie hoek / opposite |
| 4  | België | Tea Radovic            | receptie hoek            |
| 5  | België | Kaatje Masschaele      | setter                   |
| 6  | België | Charlotte Leys         | receptie hoek            |
| 7  | België | Amber Gesquiere        | midden                   |
| 8  | België | Yana De Leeuw          | setter                   |
| 9  | België | Louise Gazeau          | receptie hoek            |
| 10 | België | Goele Van den Ouweland | receptie hoek / opposite |
| 11 | Canada | Kory White             | opposite                 |
| 12 | België | Bieke Kindt            | midden                   |
| 16 | België | Megan Van den Berghe   | libero                   |